# Échenans-sous-Mont-Vaudois
Échenans-sous-Mont-Vaudois ist eine Gemeinde im französischen Département Haute-Saône in der Region Bourgogne-Franche-Comté.

## Geographie
Échenans-sous-Mont-Vaudois liegt auf einer Höhe von 378 m über dem Meeresspiegel, vier Kilometer nordöstlich von Héricourt und etwa acht Kilometer südwestlich der Stadt Belfort (Luftlinie). Das Dorf erstreckt sich im Westen der Burgundischen Pforte, auf einem Plateau am Nordfuß des Mont Vaudois.
Die Fläche des 5,44 km² großen Gemeindegebiets umfasst einen Abschnitt im Bereich der Burgundischen Pforte. Der nördliche Teil des Gebietes bildet ein Plateau, das ungefähr auf 370 m liegt und aus mergeligen Sedimenten der Lias (Unterjura) und Trias aufgebaut ist. Es wird durch den Ruisseau d’Échenans nach Westen zur Lizaine entwässert. Das Plateau wird überwiegend landwirtschaftlich genutzt, zeigt aber auch einige Waldflächen. Südlich des Dorfes steigt der Hang steil zum Mont Vaudois an, der aus einer widerstandsfähigen Kalkschicht der mittleren Jurazeit besteht. Mit 530 m wird auf diesem Höhenzug die höchste Erhebung von Échenans-sous-Mont-Vaudois erreicht. Nach Osten erstreckt sich das Gemeindeareal über die Niederung eines weiteren Zuflusses der Lizaine bis auf die Kuppe des Bois du Mont (440 m).
Nachbargemeinden von Échenans-sous-Mont-Vaudois sind Mandrevillars und Buc im Norden, Urcerey und Banvillars im Osten, Brevilliers und Héricourt im Süden sowie Luze und Chagey im Westen.

## Geschichte
Das Gemeindegebiet von Échenans-sous-Mont-Vaudois war bereits in vorgeschichtlicher Zeit bewohnt, wovon Spuren einer neolithischen Siedlung auf dem Mont Vaudois zeugen. Erstmals urkundlich erwähnt wird Échenans im Jahr 1150. Es gehörte zunächst dem Kloster Belchamp und kam danach an die Herrschaft Héricourt. Um 1565 wurde die Reformation eingeführt. Im Jahr 1748 gelangte das Dorf, das bis dahin unter der Oberhoheit des Fürstentums Württemberg-Mömpelgard (Montbéliard) stand, vertraglich endgültig an die französische Krone. Um eine Verwechslung mit der nahegelegenen Ortschaft Échenans im Département Doubs zu vermeiden, wurde die Gemeinde 1985 offiziell in Échenans-sous-Mont-Vaudois umbenannt. Seit 2001 ist Échenans-sous-Mont-Vaudois Mitglied des 20 Ortschaften umfassenden Gemeindeverbandes Pays d’Héricourt.

## Sehenswürdigkeiten
Die lutherische Kirche wurde 1584 erbaut und im 19. Jahrhundert umgestaltet. Die Kirchengemeinde gehört mit elf weiteren zum lutherischen Pfarrverbund Le Mont Vaudois.

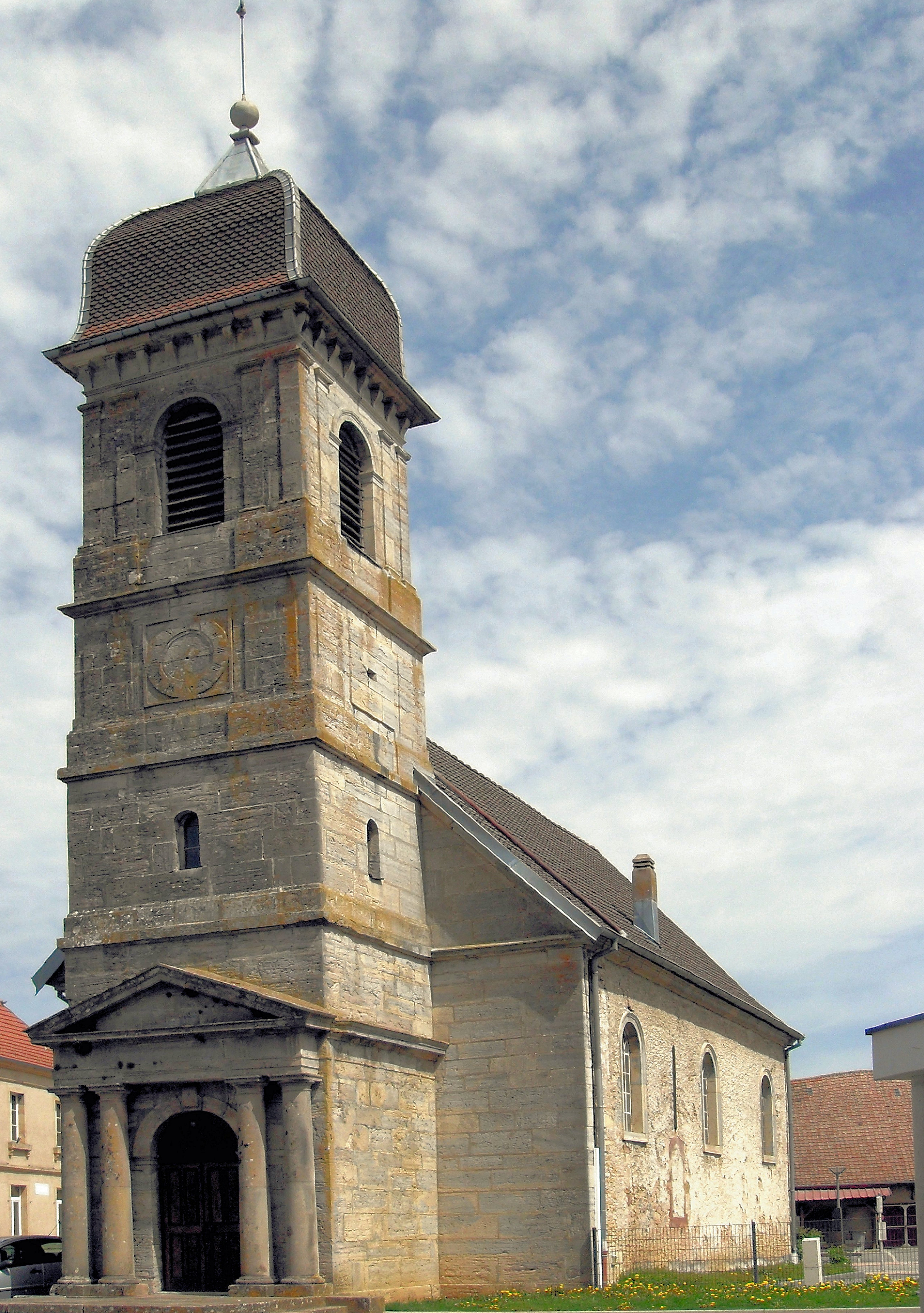
Westseite
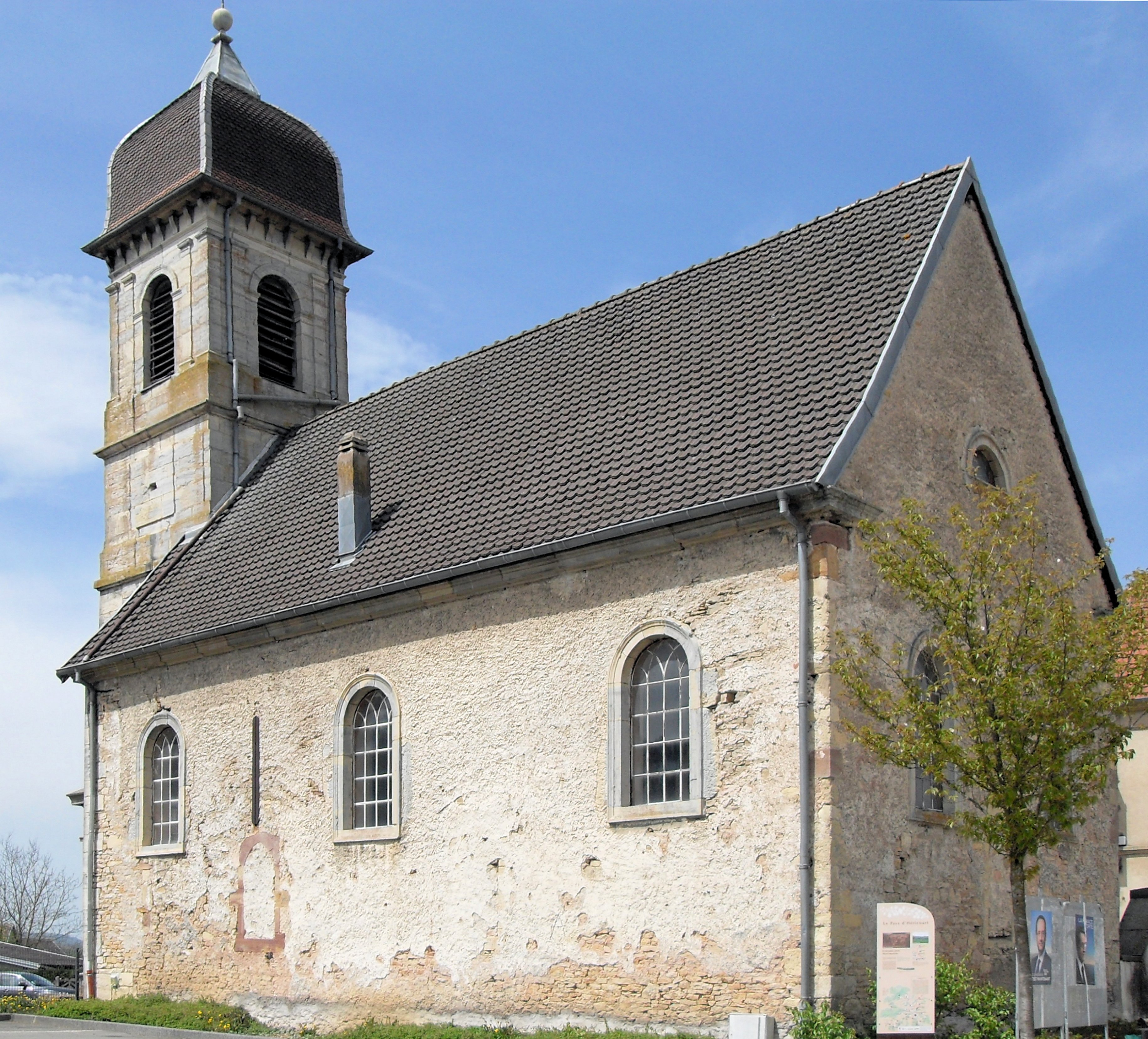
Südseite

## Bevölkerung
| Jahr                       | 1962 | 1968 | 1975 | 1982 | 1990 | 1999 | 2007 | 2016 |
| Einwohner                  | 127  | 110  | 308  | 413  | 412  | 505  | 504  | 506  |
| Quellen: Cassini und INSEE |      |      |      |      |      |      |      |      |

Mit 578 Einwohnern (1. Januar 2022) gehört Échenans-sous-Mont-Vaudois zu den kleinen Gemeinden des Départements Haute-Saône. Nachdem die Einwohnerzahl in der ersten Hälfte des 20. Jahrhunderts meist im Bereich zwischen 140 und 170 Personen gelegen hatte, wurde seit Beginn der 1970er Jahre ein kräftiges Bevölkerungswachstum verzeichnet. Seither hat sich die Einwohnerzahl fast verfünffacht.

## Wirtschaft und Infrastruktur
Échenans-sous-Mont-Vaudois war bis weit ins 20. Jahrhundert hinein ein vorwiegend durch die Landwirtschaft (Ackerbau, Obstbau und Viehzucht) und die Forstwirtschaft geprägtes Dorf. Daneben gibt es heute einige Betriebe des lokalen Kleingewerbes. Mittlerweile hat sich das Dorf auch zu einer Wohngemeinde gewandelt. Viele Erwerbstätige sind deshalb Wegpendler, die in Héricourt und in den Agglomerationen Belfort und Montbéliard ihrer Arbeit nachgehen.
Die Ortschaft liegt abseits der größeren Durchgangsachsen an einer Departementsstraße, die von Brevilliers nach Châlonvillars führt. Der nächste Anschluss an die Autobahn A36 befindet sich in einer Entfernung von ungefähr acht Kilometern. Eine weitere Straßenverbindung besteht mit Luze.